# المعطف (عبس)

تعديل مصدري - تعديل

المعطف هي إحدى قرى عزلة بني حسن بمديرية عبس التابعة لمحافظة حجة، بلغ تعداد سكانها 62 نسمة حسب تعداد اليمن لعام 2004.